# Josef Niedermeier
Josef Niedermeier (* 7. November 1942 in Reit im Winkl) ist ein früherer deutscher Biathlet.
Josef Niedermeier war einer der erfolgreichsten bundesdeutschen Biathleten der 1970er Jahre. 1972 und 1976 nahm er an den Olympischen Winterspielen teil. 1972 lief er in Sapporo auf den 46. Platz im Einzel, vier Jahre später wurde er in Innsbruck über dieselbe Distanz 26. Seine erfolgreichsten Biathlon-Weltmeisterschaften lief der Bayer 1975 in Antholz, wo er sowohl im Einzel wie auch im Sprint Fünfter wurde. Zuvor belegte er schon 1974 in Minsk den sechsten Rang im Einzel.
Zwischen 1970 und 1972 gewann Niedermeier dreimal in Folge den Titel des Deutschen Meisters über 20 Kilometer, was seitdem keinem weiteren Biathleten gelang. Es waren zugleich die ersten vergebenen bundesdeutschen Meistertitel im Biathlon. 1975 konnte er den Titel im Sprint gewinnen. Nach seiner aktiven Karriere war Niedermeier Trainer des Schweizer Biathlon-Nationalteams. Nach seiner Zeit im Biathlonsport wandte sich der Bayer dem Hundeschlittensport zu und war sechsfacher Europameister in dieser Sportart. Bei den Weltmeisterschaften 2003 sprach er den olympischen Eid.